# Angitia caliginosa
Angitia caliginosa là một loài bướm đêm trong họ Noctuidae.